# 赵立新
赵立新（1968年8月29日—），河南郑州人，瑞典籍华人演员及节目主持人。

## 生平
因父亲在新华书店工作，赵立新儿时就接触了大量书籍，高中时开始尝试朗诵、表演。18岁时考入中央戏剧学院，因声音条件较好，在学校时经常与师兄张涵予一起担当配音工作，大二结束时被选中前往莫斯科的全苏国立电影大学深造。从中戏毕业后，赵立新报考了莫斯科电影学院导演系，于1995年毕业并取得该系硕士学位。之后又携导师推荐信到斯德哥尔摩，考入瑞典皇家大剧院，成为该剧院成立以来首位登台的中国演员。
2001年，出演由张黎执导的近代历史电视剧《走向共和》国会参议院议员罗文一角入行。2010年在电视剧《永不消逝的电波》中饰演男主角李侠。2015年，在谍战剧《于无声处》中饰演202厂助理工程师陈其乾，并籍此获得第22届上海电视节白玉兰奖最佳男配角。2018年初，因在综艺节目《声临其境》中的出色表现走红。
2019年4月初，赵立新在新浪微博陆续发布“日本人占领北京八年，为什么没有抢走故宫里的文物并且烧掉故宫？这符合侵略者的本性吗？”、“英法联军为什么要火烧圆明园？”等言论。紫光阁、共青团中央、中国反邪教等官方微博点名批评后，赵立新删除了相关争议微博，于4月3日发表致歉声明。4月6日，赵立新微博被注销，其工作室官微也清空了所有内容。新浪“微博管理员”于4月16日下午宣布，已清查处置一批发布时政有害信息的账号，包含赵立新微博。赵立新此后被中国大陆封杀，待播作品部分由其他演员补拍或换脸，部分遭到禁播。

## 作品

### 电视剧
- 2003年《走向共和》饰 罗文
- 2007年《大明王朝1566》饰 沈一石
- 2008年《中国往事》饰 大少爷曹光满
- 2010年《血色沉香》饰 周秀章
- 2010年《永不消逝的电波》饰 李侠
- 2011年《开天辟地》饰 蒋介石
- 2011年《西游记》饰 镇元子
- 2011年《马迭尔旅馆的枪声》饰 矢村
- 2011年《辛亥革命》饰 杨度
- 2012年《九河入海》饰 海子轩/海子佩
- 2013年《曹操》饰 曹操
- 2014年《大米市》饰 姚镇南
- 2014年《小宝和老财》饰 甘克
- 2014年《婚姻料理》饰 杨树
- 2014年《幸福稍后再播》饰
- 2015年《于无声处》饰 陈其乾
- 2015年《爸爸父亲爹》饰 苏明远
- 2015年《岁月如金》饰 凯文
- 2015年《芈月传》饰 张仪
- 2016年《青云志》饰 周一仙
- 2016年《中国式关系》饰 沈运
- 2017年《熟男养成记》饰 赵文宇
- 2017年《射雕英雄传》饰 洪七公
- 2017年《猎场》饰 涂方至 (客串)
- 2018年《远大前程》饰 陆昱晟
- 2018年《像我们一样年轻》
- 2018年《天盛長歌》饰 辛子砚
- 2019年《光荣时代》饰 鄭朝山（黄志忠补拍）
- 2020年《还没爱够》饰 陈非（馮雷换脸）
- 2020年《风声》饰 龍川（周一围换脸）
- 2021年《突围》饰 吕德光（李至强换脸）
- 2023年《风雨送春归》饰 余仲君（于震换脸）
- 未播／禁播
  - 《红色-福尔摩斯》饰 茅丁
  - 《弃卒》饰 影锋
  - 《英雄時代·炎黃大帝》饰 炎帝
  - 《绝密者》
  - 《一曲三笙》[11]

### 電影
- 2013年《全民目擊》飾 林泰司機
- 2014年《繡春刀》飾 韓爌
- 2015年《重返20歲》飾 項國斌
- 2015年《暴走神探》飾 總管
- 2015年《白幽靈傳奇之絕命逃亡》飾 御林軍頭目
- 2015年《少年班》飾 校長
- 2016年《我不是潘金蓮》飾 史為民
- 2017年《六人晚餐》飾 黑皮
- 2017年《芳华》饰 宁政委
- 2018年《战神纪》饰 塔里忽台
- 2018年《伊阿索密码》饰 姚先远
- 2018年《中国合伙人2》饰 楚振辉
- 未播／禁播 
  - 《日不落酒店》
  - 《龙岭迷窟》饰 孙教授

### 话剧
- 2016年《大先生》，李静编剧，王翀导演，被新京报评为“年度最佳华语戏剧”。
- 2017年《父亲》，自导自演，与金星共同出演。

### 节目主持
- 北京卫视《档案》[12]

### 编剧
- 电视剧《中国往事》[13]

## 外部連結
- 赵立新在豆瓣上的资料（简体中文）
- 赵立新在香港影庫上的簡介